# ديفيد ويلش
ديفيد ويلش (بالإنجليزية: David Welch)‏ هو دبلوماسي أمريكي، ولد في 1953.

## وصلات خارجية
- ديفيد ويلش على موقع أرشيف الشارخ.
- ديفيد ويلش على موقع إن إن دي بي (الإنجليزية)